# Schönberg (Dolní Bavorsko)
Schönberg je městys (Markt) v německé spolkové zemi Bavorsko, v zemském okrese Freyung-Grafenau ve vládním obvodu Dolní Bavorsko. Žije zde přibližně 3 900 obyvatel.

## Místní části
|  | - Almosenreuth - Artmannsreuth - Eberhardsreuth - Frohnreuth - Gerlesreuth - Grubmühle - Gumpenreit - Habernberg - Haibach - Haibachmühle |  | - Hartmannsreit - Hof - Kasberg - Kirchberg - Klebstein - Kleinmisselberg - Lederhof - Lettlmühle - Lueg - Maukenreuth |  | - Mitternach - Ochsenberg - Oedhäuser - Oedhof - Panhof - Pittrichsberg - Pummerhof - Raben - Rammelsberg - Rötz |  | - Saunstein - Schabenberg - Schönberg - Schreinerhof - Seifertsreuth - Stadl - Stadlmühle - Weberreuth - Zehrerhof - Zehrermühle |

## Okolní obce
- Spiegelau (S)
- Grafenau (V)
- Saldenburg (J)
- Thurmansbang (J)
- Innernzell (Z)
- Eppenschlag (SZ)